# Sergio Codognato
Sergio Codognato (Limbiate, Reino de Italia; 3 de abril de 1944-2 de agosto de 2024) fue un futbolista y entrenador de fútbol italiano que jugó en la posición de defensa.

## Trayectoria

### Inicios
Comenzó su carrera con el Inter, debutando en la Serie A en la temporada 1963-64 en el Catania-Inter 1-2. Permaneció en la máxima categoría en 1964-65 para jugar con los etneos. Luego vistió las camisetas del Alessandria, Salernitana y Modena, en la Serie B, y de varios clubes C.
Entre 1970 y 1977 jugó en el Cosenza, equipo del que fue capitán y con el que jugó 217 partidos, convirtiéndose en una prestigiosa bandera. Aún hoy es recordado por la afición de Cosenza no solo por su pasado, sino también por sus jugadas a balón parado, muy insidiosas para las defensas rivales.

## Entrenador
En las temporadas 1973-74 y 1975-76 también tuvo sus primeras experiencias como entrenador de los Silani. Más tarde dirigió al Trento, equipo del que se ha ocupado del sector juvenil en los últimos años.
En 2009 tuvo experiencia como entrenador del Rovereto.
En la temporada 2012/2013 entrenó al equipo juvenil del equipo rendenés del A.C. Pinzolo Campiglio en Trentino, cuyo primer equipo fue entrenado por su hijo Luca.
Palmarés

## Carrera

### Jugador
| Periodo   | Club                       | Apariciones | Goles |
| --------- | -------------------------- | ----------- | ----- |
| 1963-1964 | Inter de Milán             | 3           | 0     |
| 1964-1965 | Calcio Catania             | 3           | 0     |
| 1965-1966 | US Alessandria Calcio 1912 | 18          | 0     |
| 1966–1967 | Salernitana Calcio 1919    | 14          | 0     |
| 1967–1968 | Ravenna Calcio             | 38          | 0     |
| 1968–1969 | Modena FC                  | 15          | 0     |
| 1969–1970 | ASD Torres Calcio          | 37          | 3     |
| 1970–1976 | Cosenza Calcio 1914        | 200         | 24    |
| 1976–1978 | AC Trento 1921             | 51          | 6     |

### Entrenador
| Periodo   | Club                |
| --------- | ------------------- |
| 1973–1974 | Cosenza Calcio 1914 |
| 1975–1976 | Cosenza Calcio 1914 |
| 1993–1994 | AC Trento 1921      |
| 2009-2011 | US Rovereto         |

## Logros
- Liga de Campeones de la UEFA (1): 1963/64
- Serie D (1): 1974/75